# Gloria Leonard
Gloria Leonard, née le 28 août 1940 dans le Bronx, New York, et morte le 3 février 2014, est une actrice de films pornographiques américaine et éditrice du magazine pour hommes High Society (en).

## Biographie
Gloria Leonard grandit dans une famille juive.
Elle travaille à Wall Street pendant trois à la désormais disparue Schweickart and Companyans et représentera Elektra Records. Elle a également travaillé pour diverses entreprises de relations publiques. Elle a commencé comme rédactrice pour Electra Records quand ils étaient « juste un petit bureau d'une pièce à Greenwich Village. J'ai travaillé pour le publiciste de Johnny Carson. J'ai de nombreuses années d'expérience en tant qu'écrivain. ».
Elle commence dans les films de sexploitation à 34 ans avec des réalisateurs comme Joseph W. Sarno pour The Trouble With Young Stuff ou The Opening of Misty Beethoven de Radley Metzger.
Elle est une « Legends of Porn » (1974-2001).
Elle est directrice du magazine pour hommes High Society (en) où elle raconte les secrets des stars.
Elle est une féministe qui participe à l'organisation de la Free Speech Coalition.

### Récompenses
- 1985 : AFAA Award - Best Actress pour Taboo American Style 1: The Ruthless Beginning (1985)
- AVN Hall of Fame
- XRCO Hall of Fame

## Filmographie sélective
- Taboo American Style 1-4 (1985)
- Hot Wire (1985)
- Nina Is Taboo (1985)
- She's So Fine (1985)
- Phonesex Fantasies (1985)
- New York Vice (1984)
- Ladies of the Knight (1984)
- Burlexxx (1984)
- Bad Girls IV (1982)
- Bizzare Moods (1982)
- Real Estate (1982)
- Silky (1981)
- Roommates (1981)
- Summer Beach House (1980)
- Bon appétit (1980)
- This Lady Is a Tramp (1980)
- October Silk (1980)
- Extreme Close-Up (1979)
- Little Blue Box (1979)
- N.Y. Babes (1979)
- The Legend of Lady Blue (1979)
- Misbehavin (1979)
- All About Gloria Leonard (1978)
- Fiona on Fire (1978)
- Maraschino Cherry (1978)
- Intimate Desires (1978)
- Virgin Dreams (1977)
- Joy (1977)
- Heat Wave (1977)
- Odyssey: The Ultimate Trip (1977)
- The Trouble with Young Stuff (1977)
- Water Power (1977)
- Candy Lips (1976)
- Les Nympho Teens (1976)
- Souperman (1976)
- Temptations (1976)
- The Farmer's Daughters (1976)
- The Opening of Misty Beethoven (1976)
- Come to Me (1976)